# إيفيلين دي روتشيلد
إيفيلين دي روتشيلد (بالإنجليزية: Evelyn Robert de Rothschild) هو خبير مالي ورجل أعمال بريطاني، ولد في 29 أغسطس 1931 في لندن في المملكة المتحدة.

## وصلات خارجية
- إيفيلين دي روتشيلد على موقع مونزينجر (الألمانية)